# Solanum badilloi
Solanum badilloi là loài thực vật có hoa trong họ Cà. Loài này được Benítez miêu tả khoa học đầu tiên năm 1987.